# 紳士同盟 (1986年の映画)
『紳士同盟』（しんしどうめい）は、1986年12月13日公開の日本映画である。カラー、アメリカンビスタ（1:1.85）、映倫番号：112207。
信用詐欺（コン・ゲーム）を主題とする映画で、小林信彦が1980年に発表した小説『紳士同盟』を原作とするが、原作のモチーフと一部のキャラクターを借用した映画オリジナル・ストーリーである。併映は小泉今日子主演の『ボクの女に手を出すな』。

## ストーリー
女子大生・樹里野悦子（きりのえつこ）は、海外旅行のための多額の旅費を詐欺業者・近藤にだまし取られ、数多くのアルバイトをこなす日々を送る。ジャーナリスト志望の悦子は、大学の近隣にある新聞社記者を自称する田丸と出会い、「コネ就職を斡旋する。人事部長への袖の下が必要だ」と言われ、再び大金を失う。八方塞がりで自暴自棄となった悦子は跨線橋から身を投げようとするが、かつて空港で出会った御曹司風の若者・春日民夫とその執事を名乗る大木に助けられる。悦子の話を聞いた民夫は彼女への好意を告げ、援助を申し出るが、彼のどこか異様な風体と振る舞いを警戒した悦子は「見るだけで腹が立つ」とののしって立ち去る。
悦子の周囲の人々は、売上金を妻に持って逃げられた家具店の主人・高品、美人局に遭ったバーの主人・小田、闇金融の取り立て屋に追いかけまわされているフリージャーナリストの平井と、いずれも金銭的に窮地に陥っていた。平井らは家具店の常連客で引退した元天才詐欺師の老人・村山友弘とその内縁の妻の綾小路雪絵を誘い、金持ちを狙った詐欺を計画する。民夫がその標的となったことで、彼に接近する格好の人物として悦子が選ばれるが、悦子は「不純です」と一旦それを拒絶する。村山は「私の仕事は、樹里野君が遭ったような卑劣な詐欺行為とは似て非なるもので、相手に詐欺に遭っているとは最後まで気づかせず、相手が気持ちよくなった分の報酬をいただく。これは芸術なのだ」と説く。悦子はしぶしぶ計画に応じる。
富豪の令嬢に扮した悦子は、ニセの誕生日パーティに民夫を招待し、ドライブデートの約束を取り付ける。デート中に民夫の自動車を借りた悦子は、小田が扮するヤクザ者の自動車と衝突する。小田扮するヤクザは民夫に示談金を要求し、悦子は後日、民夫から小切手をせしめる。しかし、その小切手はただちに現金化できない「先日付小切手」であった。村山らは民夫の身元を疑い始める。
一方、この一件で人を欺くことに疲れた悦子は帰郷する。その際、悦子は父・耕平から土地の売却利益の一部として現金2億円を譲り受ける。この情報を入手した大木は近藤・田丸らを自邸に招く。大木は詐欺集団の首領で、民夫を悦子と結婚させ、彼女の実家・樹里野家の資産を食い物にしようとしており、近藤・田丸による詐欺はそのための下準備だった。悦子のことを本当に好きになった民夫は、大木の計画に嫌気が差し始める。
東京に帰った悦子は、民夫が近藤・田丸と一緒にいるところを目撃し、その正体を知ってショックを受ける。悲しむ悦子を見かねた村山は、民夫と悦子の結婚式を舞台にした新たな計画を練る。大木一味の手口が、式場で婚約破棄につながるトラブルを起こし、その慰謝料として大金を奪うことであることを知る村山は、再び小田をヤクザに仕立てて騒ぎを起こさせ、さらに平井を悦子の元婚約者に化けさせて慰謝料を彼が受け取らざるを得ない状況を作り、刑事に扮した高品を乱入させて一味が平井を追えなくするという算段を組む。
ところが田丸がこの計画を盗み聞きして耕平のもとに向かい、悦子が結婚すると告げ、持参金として悦子が持つ2億円を要求する。
民夫の自邸ということになっている田園調布の大邸宅で、結婚披露宴が開かれる。平井は計画通り大金を受け取ることに成功するが、そのまま行方をくらまそうとし、小田と殴り合いになる。また、高品は近藤の妨害を受け、式場に入ることができなくなる。さらに、田丸が耕平を連れて現れる。こうして双方の計画が破綻する。すべてを静観していた民夫は、いつの間にか手にしていた2億円の預金通帳を耕平に返し、婚姻届を焼き捨て、拳銃を取り出して自分の胸を撃つ。それを目の当たりにした悦子はウェディングケーキ用のナイフで自分の胸を刺す。計画の失敗をさとった大木一味は邸宅から逃げ去る。倒れていた民夫と悦子は起き上がる。それぞれ大木を出し抜くため、独自にニセの自殺を図ったのだった。民夫の策に感心した村山は報酬の分け前を手渡そうとするが、民夫はそれを断り、立ち去る。悦子は小さくなる民夫の姿をいつまでも見送る。

## キャスト
- 樹里野悦子：薬師丸ひろ子
ジャーナリスト志望の女子大生。友人から預かった旅行代金をだまし取られ、返済のためにアルバイトに明け暮れている。実家は裕福な土地成金であるが、両親の変貌に反発し、返済金の無心をしないでいた。
- 春日民夫：時任三郎
田園調布に住む考古学者を自称しているが、その正体は詐欺集団の下っ端である。普段は悦子と同じ大学に通うが、お互いの正体を知らないまま過ごす。

- 豊川淳：仲村トオル
悦子の後輩。悦子らの詐欺現場に偶然居合わせ、計画を乱す。実家は温泉旅館。
- 小田剛：伊武雅刀
悦子のアルバイト先のひとつであるバーの主人。美人局に遭い、ヤクザに脅されて大金の支払いを強要される。

- 綾小路雪絵：夏樹陽子
村山の内縁の妻。
- 高品博文：尾藤イサオ
悦子のアルバイト先のひとつである家具店の店主。妻に多額の借金をされたうえ、店の売り上げを奪われた挙句、若い男に駆け落ちされる。
- 近藤浩二：三宅裕司
詐欺集団のひとり。ニセ旅行業者として悦子らから旅行代金をだまし取る。結婚式の際には警官に扮し、高品を足止めする。
- 田丸幹夫：石橋蓮司
詐欺集団のひとり。ニセ新聞記者として新聞社へのコネ入社を持ちかけ、悦子から大金をだまし取る。

- 大木俊一：財津一郎
民夫の執事として悦子の前に現れるが、正体は詐欺集団の首魁である。ロールス・ロイス・シルヴァークラウドを運転する。

- 春日綾乃：八木昌子
詐欺集団の一員。大木の内縁の妻で、民夫の母。
- 平井達三：内藤剛志
悦子の大学の先輩にあたるフリージャーナリストで、彼女が尊敬する人物。詐欺計画を持ちかける。
- 色川幸次郎：小倉久寛
小田をナイフで脅迫するヤクザ。
- 角田明代：相築彰子
詐欺集団の一員。
- 樹里野耕平：山谷初男
悦子の父。
- 馬場幸弘：草薙幸二郎
大学職員。就職説明会の司会者。
- 黒岩達己：三谷昇
米穀店の店主。高品が自殺を図ろうとするところに居合わせ、悦子とともに救う。
- 樹里野勝江：風祭ゆき
耕平の妻。悦子にとって継母にあたる。

- 榎木兵衛
- 冷泉公裕
- 江角英明
- 粟津號
- 阿部雅彦
- ふとがね金太
- 河合博
- 佐藤薫子
- 今井萠
- 中村祐理子
- 松原薫子
- 小出真由美
- 河合美佐
- 紺野ゆかり
- 溝口拳
- 小見山玉樹
- 神谷潤
- 高山暎光
- 志賀実
- 坂本寿久

- 須藤甚一郎（友情出演）
- 福岡翼（友情出演）
- 藤田恵子（友情出演）
- MALTA（友情出演）

- 村山友弘：小林桂樹
民夫を狙った詐欺計画のため、悦子のニセの執事に扮する。

## スタッフ
- 監督：那須博之

- プロデューサー：黒澤満、坂上順、青木勝彦
- 企画：藤峰貞利

- 原作：小林信彦（新潮文庫版）

- 脚本：丸山昇一

- 撮影：森勝
- 美術：今村力、小澤秀高
- 照明：野口素胖
- 録音：福島信雅
- 編集：鈴木晄
- 助監督：佐藤雅道
- キャスティング：飯塚滋
- 衣裳デザイナー：小川久美子
- プロデューサー補：進藤淳一
- 製作主任：坂本忠久

- 音楽：梅林茂
- 編曲：梅林茂、埜邑紀見男、佐久間正英
- 音楽録音：鈴木健夫

- 音楽プロデューサー：高桑忠男、石川光

- 主題歌・挿入歌：薬師丸ひろ子「紳士同盟」（作詞：阿木燿子、作曲：宇崎竜童、編曲：武部聡志）「ハードデイズ ラグ」（作詞：阿木燿子、作曲：梅林茂、編曲：武部聡志）（東芝EMI）

- 編入曲：「ONLY YOU」、「DIANA」
- オリジナルサウンドトラック発売（ビクター・レコード／東芝EMI）

- 助監督：祭主恭嗣、北浜雅弘、鈴木宏志、工藤雅典
- 撮影助手：井上明夫、五十嵐英弘、西久保雅宏、井上恵一郎
- 撮影効果：平山茂、佐藤伸一
- 照明助手：鳥越正夫、田渕信之、松岡康彦、鈴木達也、重田全史
- 録音助手：桜井敬悟、武市英生、柿沢潔
- リーレコ：河野兢司
- 効果：斎藤昌利
- 美術助手：岡村匡一
- 装置：開米慶四郎
- セット付：貫井健二
- 装飾：若松孝市、片岸雅浩、信田真
- 撮影助手：田中慎二、村山勇二、
- 記録：鈴木さとみ
- 衣裳：佐伯光子
- ヘアー・メイク：杵渕陽子
- 特殊メーク：原口智生
- 技斗：高瀬将嗣
- ダンス振付：村田香織
- ダンス振付助手：佐藤亜紀
- カー・スタント：TA・KA

- 製作コーディネーター：坂東護、望月宙爾
- 企画事務：木村典代
- 宣伝：東映洋画宣伝室
- 製作宣伝：杉田薫
- スチール：目黒裕司
- 演技事務：河合啓一、福岡康裕
- 製作進行：氏家英樹、益岡正志、松田時吉

- 美術：東映美術センター
- 録音スタジオ：にっかつスタジオセンター
- 衣裳：第一衣裳
- 機材：三和映材
- ：パナビジョン

- 照明：トライ・アーツ、東京映材
- 特機：NK特機
- 車輌：富士プロダクション
- 現像：東映化学

- 衣裳協力：桂由美ブライダル・ハウス、ROPE、SUZUya、IGUREGU、knee、SCOOPMAN、鈴乃屋、PLAISIR

- 製作協力：ROCKSTONE、日比谷花壇、株式会社青山絨毯ギャラリー、丸善株式会社、Ray•Ban、CaurtierParis、ニッサン・ミロク（株）、日本エッチング、吹田貿易、大光電機、にっかつ芸術学院、六本木プリンスホテル、集英社・プレイボーイ、（株）無限オートセールス、（株）チーフカーズ、ニュージャパンモーター、渋谷 X IANG'S

- 企画協力：サンダンス・カンパニー
- 製作協力：セントラルアーツ

## 製作

### 企画
企画はサンダンス・カンパニーの古澤利夫（藤峰貞利）（詳細は『それから』を参照）。

### 脚本
1986年2月にサンダンス・カンパニーから小林信彦に「『紳士同盟』を薬師丸ひろ子主演でやりたい」と相談があった。小林は、薬師丸と『紳士同盟』がどう繋がるのか思いつかなかったが、登場人物を若くする、時代もリアルタイムにする等の提案を受け、その日のうちに映画化を承諾。小林はニール・サイモンを思わす『俺っちのウエディング』の不思議な感じが好きで、同作のオリジナル脚本を書いた丸山昇一を脚本に希望。しかし丸山は当時多忙で、松田優作主演『ア・ホーマンス』の脚本を書いた後でもあり、たくさんのオファーを断っていた。丸山の元には本作とは別の方面から薬師丸主演映画の企画も来ていたという。丸山は黒澤満プロデューサーから『紳士同盟』の脚本の打診を内々で受け、原作の『紳士同盟』を読んだが、読んでも読んでも薬師丸ひろ子のやる役がなく、ムリと判断した。それで丸山のほかにも脚本の候補が挙がったが、小林と黒澤とで丸山一本に絞ろうと決めた。1986年4月中旬に黒澤・小林・丸山の3者で会い、小林が丸山に「これは小説ですから。私は映画のことは分かっているつもりですから、自由におやり下さい」と口説いた。実際は薬師丸主演映画の脚本を書きたかった丸山は、原作をどう変えてもよいと確約を得たことで脚本を承諾した。
丸山は10日で二つのストーリーラインを考え、黒澤ともう一人に見せて選ばせた。第一稿を小林と薬師丸に渡し、それぞれ承諾を得て、製作が正式に決定した。監督には若くて勢いがあるという理由で那須博之が抜擢された。小林はジョーン・フォンテイン主演の『失恋四人男』など、1940年代のアメリカのコメディ映画を下敷きに、『スティング』から着想したのが『紳士同盟』と話している。劇中にも『スティング』のテーマ曲「ジ・エンターテイナー」がジュークボックスから流れ、ラストに主人公が死んだと見せかける設定などが似ている。

### キャスティング
『セーラー服と機関銃』での配給失敗以降、東宝は薬師丸を盛んに自社に取り込もうと画策し、本作でも東映が提示したギャラ1000万円の倍額を提示したとされるが、薬師丸が断り、また東映製作・配給になった。映画業界では薬師丸は"東映の専属女優"というイメージが広がった。
当初は薬師丸と明石家さんまの共演が内定していたが、テレビラジオの週レギュラーを9本持つさんまと夏休みしか撮影できない薬師丸とのスケジュール調整ができなかった。明石家さんまが降板し、時任三郎の交代で、急ぎ丸山昇一が時任に合わせた脚本に改稿し、1986年8月クランクイン、9月クランクアップと発表されていたが、1か月後ろにズレ、1986年10月クランクアップと発表された。時任と交代発表された際にアクションシーンを増やすとアナウンスされた。

### 脚本&演出
結婚式のシーンで薬師丸ひろ子が着るウエディングドレスは、『ナイルの宝石』でキャスリーン・ターナーの衣装を担当した桂由美が薬師丸のために製作した特注品。

## 作品の評価

### 興行成績
併映作も強力で大ヒットが期待されたが、予想を大巾に下回る9億5000万円に留まった。ローカルが悪く二週目に入って多少持ち直したが、10億の大台には乗らず、薬師丸主演作としては前作『野蛮人のように』14億5000万円から約三分の一減という結果になった。『野蛮人のように』は併映『ビー・バップ・ハイスクール』の人気が高く、薬師丸人気の陰りが囁かれたが、それを証明する結果となった。ただし『キネマ旬報』は1987年正月興行が全体的に振るわなかったのは「松竹・東宝・東映ともビデオの売上げが軒並み好調で、ビデオの影響が大きいのでは」と推察している。
薬師丸は2005年の『キネマ旬報』のインタビューで『Wの悲劇』以降については「年齢のせいにしてはいけないですけど、客観的に言えば模索していた時ではないかと思います」と述べている。